# La Vega, Dominikanska republiken
La Vega är en provins i Dominikanska republiken, och är belägen i den centrala delen av landet. Provinsen har cirka 443 000 invånare. Den administrativa huvudorten är Concepción de La Vega. Provinsen Monseñor Nouel var tidigare en del av La Vega, men blev en egen provins 1992.

## Administrativ indelning
Provinsen är indelad i fyra kommuner:
- Constanza, Jarabacoa, Jima Abajo, La Vega